# بلدة تو ريفرز (ويسكونسن)
تو ريفرز (بالإنجليزية: Two Rivers (town), Wisconsin)‏ هي بلدة تقع بولاية ويسكونسن في الولايات المتحدة. تبلغ مساحتها 82.6 (كم²)، وترتفع عن سطح البحر 189 م، بلغ عدد سكانها 1912 نسمة في عام 2000 حسب إحصاء مكتب تعداد الولايات المتحدة وتصل الكثافة السكانية فيها 23.2 نسمة/كم2.

## وصلات خارجية
- The US50 - Cities and Towns in Wisconsin State
- Wisconsin Cities and Towns, Facts, Map, Flag, Colleges, Government, and More